# Rukn al-Dawla Daud
Dàüd Rukn-ad-Dawla (m. el 1144) fou emir ortúkida de Hisn Kayfa i després de Khartpert. Era fill de Sukman I, a qui va succeir a la seva mort a Hisn Kayfa (vers 1105) mentre un altre germà, Ibrahim, l'havia succeït a Mardin. El 1124, en morir el seu cosí Balak Nur-ad-Dawla, va fer-se amb Khartpert.
Com a emir a Hisn Kayfa va reconèixer sempre la supremacia del seu oncle Ilghazi I i més d'un cop li va enviar soldats. Però a la mort d'aquest, el 1122, no estava disposat a reconèixer la mateixa posició a Timurtaix; a la mort de Balak es va apoderar ràpidament de Khartpert; quan Timurtaix es va apoderar de Mayyafarikin a la mort del seu germà Shams al-Dawla Sulayman (1124 o 1130) Daud també aspirava a la successió però va actuar tard. Potser per això va sorgir una rivalitat entre els dos cosins. Segons Ibn al-Athir els turcmans del Diyar Bakr eren més fidels a Daud que a Timurtaix, al que consideraven més hàbil; el mateix historiador diu que era capaç de retornar a la lluita pocs dies després d'una derrota.
En una data indeterminada entre 1123 i 1125, va acompanyar al sobirà d'Akhlat en una campanya contra Geòrgia segons diu Mateu d'Edessa. A partir del 1126 amb Imad-ad-Din Zengi nomenat atabeg de Mossul, les seves aspiracions es van veure compromeses. Zengi va assetjar el mateix 1126 la fortalesa de Nisibin, que pertanyia a Timurtaix de Mardin i Mayyafarikin, i aquest va demanar ajut a Daud, i li va prometre la ciutat. Zengi va interceptar un colom missatger enviat per Timurtaix al governador de Nisibin, i va substituir el missatge aconseguint que la guarnició es rendís a les seves forces. Aquest èxit de Zengi, seguit el 1128/1129 de la conquesta d'Alep, van obligar els emirs ortúkides a aliar-se entre ells i amb altres emirs turcmans.
El 1130 es va signar una aliança amb Ilaldi el governant d'Amida i amb altres caps turcmans dirigida contra Zengi; però l'exèrcit combinat fou derrotat per l'atabeg a Sarja, i Zengi va ocupar Dara i Sarja. L'aliança amb Timurtaix va arribar al seu final i cadascun va tornar a ocupar-se dels seus afers interns, amb Timurtaix acceptant l'hegemonia de Zengi.
El 1131 Daud va ocupar diverses fortaleses al sud del llac Van, incloent les fortaleses de Qatalbas i Batasa i la important ciutat d'Isird. El 1134 Timurtaix i Zengi es van enfrontar a Daud als afores d'Amida i Daud fou derrotat. Però una vegada Zengi va sortir del Diyar Bakr, Daud, enfadat pels territoris perduts (que Zengi havia entregat a Timurtaix) va iniciar una campanya contra el seu cosí; aquest estava tan espantat que fins i tot va arribar a enderrocar el rabad i altres suburbis de Mayyafarikin perquè pensava que no podria sostenir aquestes parts contra les depredacions del seu rival. Zengi havia aconseguit enfrontar als dos cosins l'un contra l'altra i podia estar tranquil per aquesta banda.
El 1141/1142 va arribar a un acord amb Timurtaix. Sembla que l'emir de Mardin buscava una aliança amb Daud i amb el comtat d'Edessa a la que s'oposava Zengi.
Va morir el 1144. El va succeir el seu fill Kara Arslan